# Scopula capnosterna
Scopula capnosterna är en fjärilsart som beskrevs av Louis Beethoven Prout 1938. Scopula capnosterna ingår i släktet Scopula och familjen mätare. Inga underarter finns listade.